# Radiotelevisão Caboverdiana
Radiotelevisão Caboverdiana, nota anche con l'acronimo RTC, è l'ente radiotelevisivo pubblico di Capo Verde. Trasmette dalla capitale Praia in portoghese.

## Storia
La radiofonia a Capo Verde esordì negli anni trenta, quando l'arcipelago era ancora una colonia portoghese. La stazione allora si chiamava "Rádio Colonial Portuguesa" e offriva notizie e sport, incluse le partite di calcio delle squadre del Paese. 
Dopo l'indipendenza dal Portogallo, dichiarata il 5 luglio 1975, la sezione oltremare della RDP cessò di esistere e ebbe inizio la radiodiffusione indipendente di Rádio Nacional de Cabo Verde (RNCV).
Le trasmissioni televisive debuttarono con il nome di "Televisão Experimental de Cabo Verde" (TEVEC) il 12 marzo 1975, a meno di 4 mesi dall'indipendenza. Vi lavoravano 22 professionisti e venivano proposti 3 programmi alla settimana per poche ore complessive.
Il 1º giugno 1990 il canale televisivo passò a trasmissioni regolari, cambiando nome in "Televisão Nacional CaboVerdiana" (TNCV). Per questo nuovo assetto era stato costruito un secondo studio e incrementato il numero dei dipendenti.
A maggio 1997 Rádio Nacional de Cabo Verde e Televisão Nacional CaboVerdiana furono fuse, dando vita ad un unico ente, che fu chiamato "Radiotelevisão Caboverdiana". L'inaugurazione fu presenziata dall'allora Ministro delle comunicazioni sociali José António dos Reis.
TCV, il canale televisivo di RTC, offre una programmazione principalmente di informazione, sport e spettacolo. 
Particolare spazio è dedicato alle squadre di calcio capoverdiane come Sporting Clube da Praia, Boavista Praia, Associação Académica da Praia, Clube Sportivo Mindelense, FC Derby, Académica do Sal, Académica do Porto Novo, Académica do Fogo e Sporting Clube do Porto Novo, ma anche a quelle di Portogallo, Brasile e America Latina in generale; solo occasionalmente a quelle di altri Paesi del mondo.
Quasi tutti i campionati capoverdiani di calcio, così come la pallacanestro e altri eventi sportivi, sono trasmessi in contemporanea da RCV e TCV (radio e televisione pubbliche).
Tra i programmi autoprodotti principali c'è Tribuna VIP, rubrica sportiva sui momenti più importanti dello sport in TV.
Appuntamenti annuali sono il Festival di Praia da Gamboa nell'isola di Santiago ad aprile o a maggio, il Festival di Baía das Gatas nell'isola di São Vicente ad agosto, e il Festival di Santa Maria nell'isola del Sale a settembre.
Dall'inizio del nuovo millennio il canale si occupa anche di eventi che precedentemente non venivano coperti, come le elezioni del Parlamento e del Presidente della Repubblica, la coppa del mondo di calcio, che gode di molto interesse da parte del pubblico, e i campionati mondiali di pallacanestro.
Negli anni duemila RTC ha stretto accordi di cooperazione e condivisione di contenuti con RTP e TVI (Portogallo), Cubavisión (Cuba), Rádio Moçambique (Mozambico), TPA (Angola), TV5 Monde e Canal France International (Francia), Rádio Atlântico FM e Rádio Voz de Ponta d’Água, oltre che con l'Università Jean Piaget di Capo Verde.
Fino al 31 marzo 2008, quando ha debuttato il canale privato Record Cabo Verde, TCV operava in regime di monopolio televisivo.
Alcuni dei suoi programmi vanno in onda su TV CPLP, un canale televisivo internazionale dedicato ai Paesi lusofoni.

## Servizi

### Televisione
| Nome              | Sede  | Тipo           | Lancio | Lingua     | Note                       |
| ----------------- | ----- | -------------- | ------ | ---------- | -------------------------- |
| TCV               | Praia | generalista    | 1975   | portoghese |                            |
| TCV Internacional | Praia | internazionale |        | portoghese | ricevibile via cavo e iptv |

### Radio
| Nome                          | Sede        | Тipo                    | Lancio | Lingua     | Note                            |
| ----------------------------- | ----------- | ----------------------- | ------ | ---------- | ------------------------------- |
| RCV                           | Praia       | generalista             | 1975   | portoghese | trasmette 24 ore al giorno      |
| RCV+ (Rádio Cabo Verde Jovem) | Praia       | programmi per i giovani |        | portoghese | trasmette dalle 7:00 alle 22:00 |
| Rádio Voz de São Vicente      | São Vicente | generalista             |        | portoghese |                                 |

## Programmi
- Regiões
- Tribuna VIP - programma sportivo
- Mais Saúde
- Código de Vida
- Em debate
- Grande Reportagem TCV
- Ponto por Ponto
- Show da Manhã
- Sociedade Aberta
- Na Cozinha ku Maria Júlia
- Revista
- Falemos de CEDEAO
- Ler nas Ilhas
- Frame
- Tarde com Elas
- Eco África - DW
- À Descoberta
- Klav Kriolu

## Ricezione

### Terrestre
La televisione di Radiotelevisão Caboverdiana trasmette in standard DVB-T HD; la radio trasmette in AM e in FM.

### Streaming
Radiotelevisão Caboverdiana in streaming